# Black site

Le nazioni coinvolte nelle attività di Extraordinary rendition e nei programmi di detenzione della CIA secondo un rapporto del 2013 della Open Society Foundation.

Un black site (in italiano sito nero), nel glossario militare - soprattutto statunitense - indica una località in cui viene portato avanti un progetto segreto e non ufficiale, da parte di una istituzione o di uno Stato, in violazione dello Stato di diritto.

## Storia
L'affermazione che i siti neri esistessero fu avanzata dal Washington Post nel novembre del 2005 e precedentemente dalle organizzazioni umanitarie non governative.
Il Presidente statunitense George Bush ammise l'esistenza di prigioni segrete gestite dalla CIA nel corso di un discorso tenuto il 6 settembre 2006.

## Aspetti legali
La principale sottrazione alle regole della legalità, che avviene nei "siti neri", è la detenzione di persone in genere rapite tramite extraordinary rendition in violazione della guarentigia del mandato di un giudice per arrestare qualcuno.
Essendo prive di controlli ufficiali, in dette detenzioni possono venire eseguiti "interrogatori avanzati", equiparati a sistemi di tortura. La locuzione black site può riferirsi a strutture controllate dalla CIA e utilizzate dal governo degli Stati Uniti d'America per la sua guerra al terrorismo allo scopo di detenere presunti combattenti nemici illegittimi.